# Увабакі

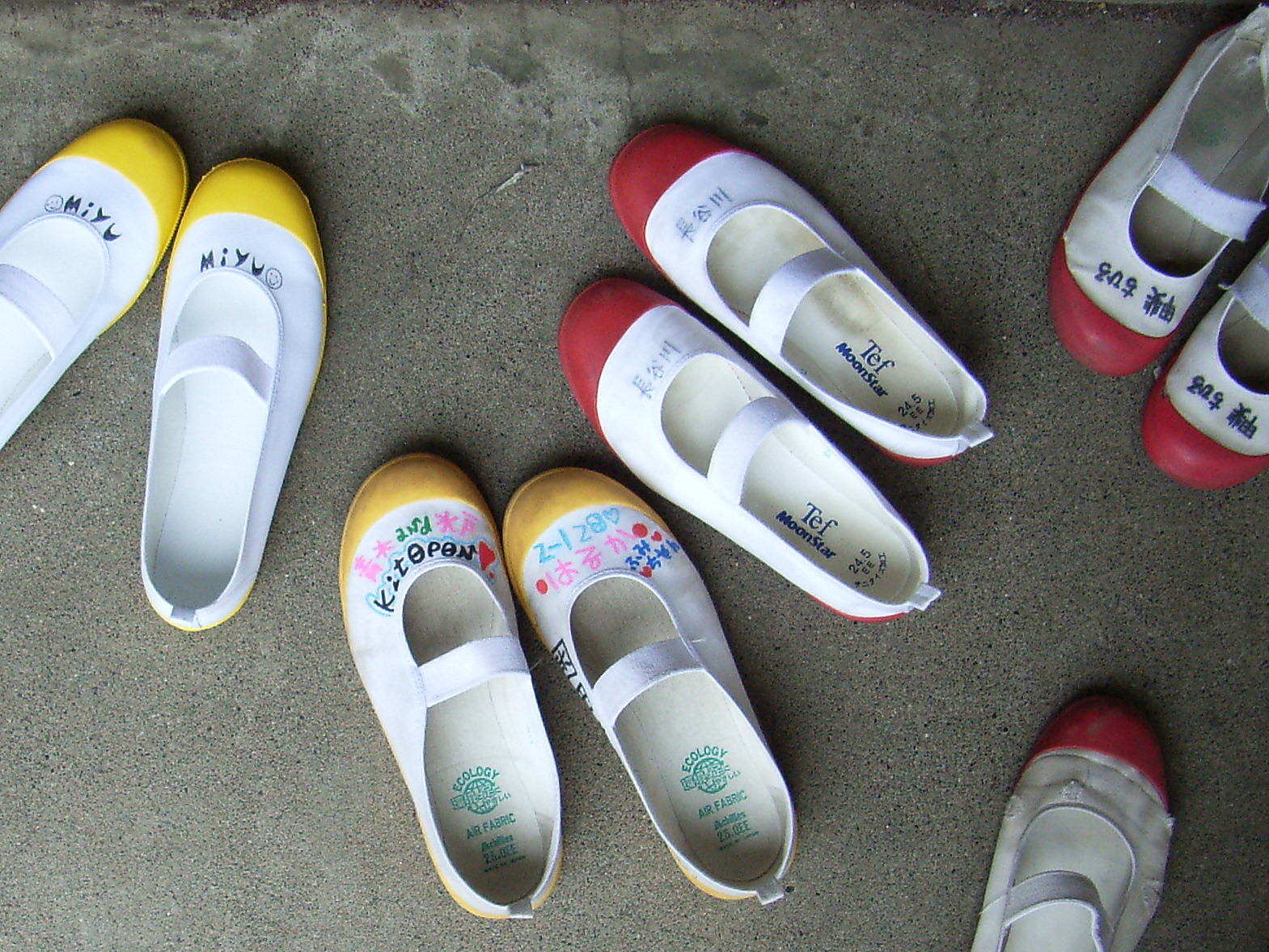
Увабакі

Увабакі (яп. 上履き) — японське взуття, різновид домашніх капців, яке носять вдома, у школах, або у деяких фірмах чи публічних будинках, де носіння вуличного взуття заборонене.
В японській культурі прийнято знімати взуття, перед входом до оселі та більшості будинків, особливо там де підлога може бути полірована, вкрита килимами, або татамі. Увабакі — легке і гнучке взуття, яке легко надягати та знімати, призначене для носіння в приміщенні. На вулиці увабакі не носять, тому підошва в них залишається чистою, а отже, прибирання і технічне обслуговування підлоги будинку зведено до мінімуму.
В усіх школах біля входу стоїть гетабако (японська шафа для взуття) з відділом для кожного учня, де вони можуть залишати свої увабакі. За кольором смужки на носку можна визначити рік навчання студента, основний колір увабакі завжди білий.

## Південна Корея
У Південній Кореї є аналогічне взуття — «сильнегва» (кор. 실내화). Його вдягають здебішого в школах, лікарнях та інших подібних закладах, однак вони менш розповсюджені в оселях (де корейці віддають перегу ходити босоніж або в шкарпетках).